# Модести Блејз
Модести Блејз је измишљени лик из истоименог стрипа насталог 1962. године чији су творци Питер О'Донел (сценарио) и Џим Холдавеј (цртеж). Стрип прати доживљаје Модести Блејз, необичне младе жене са много талената и криминалном прошлошћу и њеног верног пратиоца Вилија Гарвина. Стрип је екранизован 1966, 1982. и 2003, а постоји и серија романа и новела која је почела 1966. године.
Многи критичари сматрају ране године стрипа класичним примером авантуристичког стрипа, док се романи сматрају класицима авантуристичког жанра.

## Радња
Године 1945. девојчица без имена бежи из заробљеничког логора у Карилосу у Грчкој. Не сећа се ничега из своје кратке прошлости. По завршетку Другог светског рата лута Медитераном и Арабијом при чему учи уметност преживљавања у негостољубивом свету. Постаје добар пријатељ са још једним луталицом, мађарским научником по имену Лоб који јој пружио образовање и дао име: Модести Блејз. Касније ће преузети контролу над криминалном бандом у Тангеру и проширити је на цео свет под именом Мрежа.
У то време среће и Вилија Гарвина. Упркос очајничком животу који је тада живео, увидела је његов потенцијал и понудила му посао. Инспирисан њеним поверењем у њега, Вили је напредовао и постао њена десна рука у Мрежи и највернији пријатељ. Њихова веза је базирана на узајамном поштовању у заједничким интересима, али никад нису постали љубавници, плашећи се да ће то угрозити посебност њихове везе. Увек је зове Принцеза, начин обраћања дозвољен само Вилију.
Када је проценила да је сакупила довољно новца, пензионисала се и у пратњи Вилија преселила се у Енглеску. Пошто им је живот богаташа био досадан, прихватају позив за помоћ који им је упутио Сер Џералд Тарант, високи функционер Британске тајне службе — и одатле прича заиста почиње.
Многе пустоловине су базиране на случајевима у који су Модести и Вили умешани захваљујући њиховој сарадњи са Тарантом. Међутим, неретко помажу и потпуним странцима или се боре против ексцентричних зликоваца на егзотичним локацијама својом вољом, због жеље за извршењем правде; „духови“ из њихове прошлости у Мрежи их такође прогањају с времена на време. Иако Модести и Вили неће оклевати да убију, ако је неопходно — а јесу, у неким приликама, преузели улоге судије, пороте и џелата — избегавају претерану силу кад год је могуће, често се ослањајући на своје посебне вештине.
У духу других популарних стриповних и литерарних ликова, Модести и Вили генерално нису старили током деценија; Модести је увек била описана као девојка са око 26 година, док је Вили неколико година старији. Једини изузетак је био у краткој причи из 1996. "Cobra Trap" (види Књиге) — последњој причи о Модести Блејз — у којој се радња дешава у неодређеној будућности у којој Модести има око 40 година, док Вили има око 50.

## Стрип
Модести Блејз је дебитовала у лондонским новинама The Evening Standard 13. маја 1963. Стрип је још био објављиван у разним другим новинама и магазинима као што су Johannesburg Star, The Detroit Free Press, The Bombay Samachar, The Telegraph (Калкута, Индија), The Star (Малезија), The West Australian (Перт, Аустралија) и The Evening Citizen (Глазгов, Шкотска). 
Након смрти Џима Холдавеја 1970, стрип ће цртати Енрике Ромеро. Осам година касније, Ромеро даје отказ да би се посветио својим стрип пројектима. Након њега, као цртачи су се опробали Џон Бернс, Патрик Рајт, Невил Колвин све до 1986, када се Ромеро враћа и наставља да црта стрип до краја.

## Попис прича
Постоји 96 стрип прича о Модести Блејз и све их је написао Питер О'Донел. Стрипови су цртали Џим Холдавеј, Џон Бернс, Патрик Рајт, Невил Колвин и Енрике Ромеро. Цртачи су поменути поред сваке епизоде; репринти су такође на списку, користећи следеће скраћенице: Т = Titan, K = Ken Pierce, CR = Comics Revue, MB = Modesty Blaise Quarterly, MP = Manuscript Press, S = Star Books. Постојећи наслови на српском језику наведени су уколико су познати, а поред њих бројеви издања у којима су се користили (ПЗ = Политикин Забавник) (рад на овоме списку је у току).
- 1. Машина (La Machine), Холдавеј, T
- 2. Дуга рука (The Long Lever), Холдавеј, T
- 3. Операција Девето небо (The Gabriel Set-Up), Холдавеј, T
- 4. Мистер Сан (Mister Sun), Холдавеј, T
- 5. Паклена моћ Ребеке Дрејк (ПЗ 2286-2287) (The Mind of Mrs. Drake), Холдавеј, T, K
- 6. Ујка Срећко (Uncle Happy), Холдавеј, T, K
- 7. Велеиздаја (ПЗ 2535-2538) (Top Traitor), Холдавеј, T, K
- 8. Банда викинга (ПЗ 2432-2434) (The Vikings), Холдавеј, T, K, S
- 8A Почетак (In the Beginning), Холдавеј, T
- 9. Савршене секретарице (ПЗ 2172-2174)/Школа за шпијуне (ПЗ 2420-2422) (The Head Girls), Холдавеј, T, K
- 10. Црни бисер (ПЗ 2185-2186) (The Black Pearl), Холдавеј, T, K, S
- 11. У вучјим чељустима (ПЗ 2152-2153) (The Magnified Man), Холдавеј, T, K
- 12. Земља десперадоса (ПЗ 2197-2198) (The Jericho Caper), Холдавеј, T, K
- 13. Зла Суки (ПЗ 2129-2130) (Bad Suki), Холдавеј, T, K
- 14. Галијоти (The Galley Slaves), Холдавеј, T
- 14A Острво у пламену (The Killing Ground), Холдавеј, T
- 15. Благо у Венецији (ПЗ 2397-2398) (The Red Gryphon), Холдавеј, T, CR211-3
- 16. У паклу дроге (The Hell Makers), Холдавеј, T, CR214-6
- 17. Анаграм (ПЗ 2139-2140) (Take-Over), Холдавеј, T, CR217-9
- 18. Фениксови господари рата (ПЗ 1789-1790)/Господари рата (ПЗ 2339-2341) (The War-Lords of Phoenix), Холдавеј, T, CR220-2
- 19. Добри дух Вили (ПЗ 2250-2251) (Willie the Djinn), Ромеро, T, CR223-5
- 20. Зеленооко чудовиште (ПЗ 2325-2326) (The Green Eyed Monster), Ромеро, T
- 21. Смрт дворске луде (Death of a Jester), Ромеро, T
- 22. Обрачун у пустињи (ПЗ 1184) (The Stone Age Caper), Ромеро, T
- 23. Марионета (The Puppet Master), Ромеро, T
- 24. Хоћу да будем као ти (ПЗ 1772-1773) (With Love from Rufus), Ромеро, T
- 25. The Bluebeard Affair, Ромеро, T
- 26. The Gallows Bird, Ромеро, T, MB2
- 27. The Wicked Gnomes, Ромеро, T
- 28. Челични џин (ПЗ 2452-2454) (The Iron God), Ромеро, T
- 29. Космичка долина (ПЗ 1749-1750) (“Take Me to your Leader”), Ромеро, MB3
- 30. Дух госпођице Пеги (ПЗ 1686-1687) (Highland Witch), Ромеро, MB4
- 31. Урлик вука (Cry Wolf), Ромеро, MB5
- 32. Старатељка (ПЗ 1706-1707) (The Reluctant Chaperon), Ромеро, MB6
- 33. Фестивал Робина Худа (ПЗ 1667-1668) (The Greenwood Maid), Ромеро, MB7
- 34. Последња забава (Those About to Die), Ромеро, MB8
- 35. Стаза Инка (ПЗ 1820-1821) (The Inca Trail), Ромеро, MB10
- 36. Нестала (ПЗ 1830-1832) (The Vanishing Dollybirds), Ромеро, MB11
- 37. The Junk-Men, Ромеро, MB9
- 38. Драма на литици (Death Trap), Ромеро, MB12
- 39. Ајдахо Џорџ (ПЗ 1726-1727) (Idaho George), Ромеро, MB13
- 40. Златна жаба (ПЗ 2062) (The Golden Frog), Ромеро, MB14
- 41. Јелоустонско благо (ПЗ 1855-1856) (Yellowstone Booty), Бернс, MB16
- 42. Зелена кобра (ПЗ 2596-2598) (Green Cobra), Бернс, MB15
- 43. Адам и Ева (ПЗ 2630-2632) (Eve and Adam), Бернс/Рајт, MB17
- 44. Мерлиново благо (Brethren of Blaise), Рајт, MB18
- 45. Dossier on Pluto, Рајт, MB19
- 46. The Lady Killers, Колвин, K
- 47. Добро дошли у земљу џинова (ПЗ 2486-2488) (Garvin’s Travels), Колвин, K
- 48. Гусарско благо (ПЗ 2516-2519) (The Scarlet Maiden), Колвин, K
- 49. Месечар (ПЗ 2621-2622) (The Moonman), Колвин, K
- 50. Цвеће за пуковника (ПЗ 2358-2359) (A Few Flowers for the Colonel), Колвин, K
- 51. The Balloonatic, Колвин, K
- 52. Споро умирање (Death in Slow Motion), Колвин, K
- 53. The Alternative Man, Колвин, K
- 54. Слатка Каролина (Sweet Caroline), Колвин, K
- 55. Повратак мамута (ПЗ 2309-2310) (The Return of the Mammoth), Колвин, K
- 56. Платонова Република (ПЗ 2609-2611) (Plato’s Republic), Колвин, K
- 57. Мач Роберта Бруса (The Sword of the Bruce), Колвин, K
- 58. The Wild Boar, Колвин, MB20
- 59. Kali’s Disciples, Колвин, MB21
- 60. The Double Agent, Колвин, MB22
- 61. Буч Касиди поново јаше (Butch Cassidy Rides Again), Ромеро, MB1,25
- 62. The Million Dollar Game, Ромеро, CR26-29
- 63. The Vampire of Malvescu, Ромеро, MB23
- 64. Samantha and the Cherub, Ромеро, CR31-36
- 65. Milord, Romero, CR40-42
- 66. Live Bait, Romero, MPLive
- 67. The Girl from the Future, Romero, MPLive
- 68. The Big Mole, Romero, MPLive
- 69. Lady in the Dark, Romero, MPLady
- 70. Fiona, Romero, MPLady
- 71. Walkabout, Romero, MPLady
- 72. The Girl in the Iron Mask, Ромеро, CR64-66
- 73. The Young Mistress, Ромеро, CR67-73
- 74. Ivory Dancer, Ромеро, CR73-77
- 75. Our Friend Maude, Ромеро, CR78-83
- 76. A Present for the Princess, Ромеро, CR84-88
- 77. Black Queen’s Pawn, Ромеро, CR89-93
- 78. The Grim Joker, Ромеро, CR94-99
- 79. Guido the Jinx, Ромеро, CR100-4
- 80. The Killing Distance, Ромеро, CR105-9
- 81. The Aristo, Ромеро, CR110-4
- 82. Ripper Jax, Ромеро, CR115-9
- 83. The Maori Contract, Ромеро, CR120-4
- 84. Honeygun, Ромеро, CR125-130
- 85. Durango, Ромеро, CRSpeical1, CR131-3
- 86. The Murder Frame, Ромеро, CR134-138
- 87. Fraser’s Story, Ромеро, CR139-143
- 88. Tribute to the Pharaoh, Ромеро, CR144-148
- 89. The Special Orders, Ромеро, CR149-152
- 90. The Hanging Judge, Ромеро, CR153-158
- 91. Children of Lucifer, Ромеро, CR159-163
- 92. Death Symbol, Ромеро, CR164-169
- 93. The Last Aristocrat, Ромеро, CR170-175
- 94. The Killing Game, Ромеро, CR176-181
- 95. The Zombie, Ромеро, CR182-186
- 96. The Dark Angels, Ромеро, CR 200

## Филмови
Услед велике популарности стрипа, 1966. је снимљен филм у жанру комичног трилера. Режисер је био Џозеф Лоуи, а главне улоге су тумачили Моника Вити као Модести, Теренс Стамп као Вили Гарвин и Дирк Богард као Габријел. Филм није био претерано успешан. Оригинални сценарио Питера О'Донела је много пута био преправљан и касније је прокоментарисао да готов филм садржи само један дијалог из његовог оригиналног сценарија. Нпр. сцена у којој Вили убија силеџију након смрти женског лика је одиграна другачије него што је требало по О'Донеловом оригиналном сценарију.
Ватрени обожаваоци стрипа филм сматрају увредљивим, јер игнорише многе елементе стрипа у корист комедије. Најгора промена ликова, по обожаваоцима, је та што се Модести и Вили заљубљују једно у друго, што је био прави табу у стриповима и романима. Пар је чак извео и заједничку музичку нумеру!
1982. снимљен је једносатни пилот за најављену Модести Блејз ТВ серију, у ком су главне улоге играли Ен Теркел као Модести Блејз и Луис Ван Берген као Вили Гарвин. Филм је приказан на Еј Би Си Нетворк-у, добио је позитивне критике, али серија није била снимљена. Ово је била много озбиљнија верзија приче него кемп верзија из 1966. У филму је радња премештена из Лондона у Холивуд, а Модести и Вили су Американци.
2002. године, Miramax, тренутни власник права на Модести Блејз, је снимио филм Моје име је Модести, са британском глумицом Александром Стејден као Модести, базиран на животу главне јунакиње пре почетка стрипа.
Филм је снимљен првенствено да би се сачувала филмска права, није био приказан у биоскопима и одмах је објављен на ДВД-у у Европи октобра 2003; ДВД није био објављен у Северној Америци све до септембра 2004, две године након завршетка филма. Критике су зависиле од критике самог стрипа. Они који су били свесни Модестиног порекла у стрипу су боље прихватили филм него они који су очекивали акциони филм или још једну комедију, иако су се обожаватељи разочарали због непојављивања Вилија Гарвина у филму.
Глума Стејденове је углавном била хваљена, иако је многи сматрају сувише нежном и крхком да би играла Модести.
Квентин Тарантино је годинама био заинтересован да режира Модести Блејз, тако да је једном Нил Гејмен чак и написао синопсис базиран на О'Донеловом роману I, Lucifer. За сада ништа није произашло из тих планова. Тарантино је спонзорисао објављивање филма Моје име је Модести под условом да буде објављен са префиксом „Квентин Тарантино представља...“ Никол Кидман је једном изјавила да је заинтересована за улогу Модести Блејз.

## Књиге
Од Питера О'Донела је било тражено да напише роман која би био заснован на радњи филма. Роман, једноставно назван по имену главне јунакиње, базиран је на његовом оригиналном сценарију за филм и многи га сматрају бољом од самог филма (објављена је годину дана пре филма). Током наредних деценија, написаће укупно 11 романа о Модести Блејз и две збирке кратких прича. Неколико кратких прича су у ствари адаптиране приче из стрипа, или ће касније бити адаптиране као стрипови.
- Modesty Blaise (1965)
- Sabre-Tooth (1966)
- I, Lucifer (1967)
- A Taste for Death (1969) (не треба је мешати са романом истог имена П. Д. Џејмса)
- The Impossible Virgin (1971)
- Pieces of Modesty (1972) (кратке приче)
- The Silver Mistress (1973)
- Last Day in Limbo (1976)
- Dragon's Claw (1978)
- The Xanadu Talisman (1981)
- The Night of Morningstar (1982)
- Dead Man's Handle (1985)
- Cobra Trap (1996) (кратке приче)

О'Донелова последња књига, Cobra Trap, је најконтроверзнија до сада, јер у њој одлучује да да Модести и Вилију дефинитивни крај (иако ће стрип трајати још неколико година пре коначног прекида). Многи Модестини обожаваоци нису желели да читају причу којом се завршава Cobra Trap. Можда је то разлог због којег је О'Донел одлучио да стрип заврши оптимистичнијом поруком.

## Будућност лика
Као што је речено, 1996. О'Донел је написао последњу збирку прича о Модести Блејз, Cobra Trap, док се 2001. завршио и стрип. Лик и концепт Модести Блејз је остао довољно популаран, тако да су били тражени нови писци који би писали њене доживљаје. О'Донел, који поседује права на Модести Блејз, је строго забранио да ико други пише Модести Блејз. Направио је изузетак у облику филма из 2003, Моје име је Модести, али после филма (трећег покушаја екранизације стрипа), различитих критичарских оцена и неуспешног биоскопског живота, О'Донел је изјавио да не жели да се више праве филмови о његовој јунакињи.
О'Донелов став је покренуо расправу о власништву над литерарним ликовима и о томе да ли аутор може потпуно да контролише креацију која је постала популарна (игноришући теме о ауторским правима, интелектуалним својинама и лиценцама). Не зна се да ли ће О'Донелова изјава имати утицаја на најављени Тарантинов филм Модести Блејз, ни да ли ће његови наследници дозволити новим писцима да наставе са стрипом.